# Corlay
Corlay (bret. Korle) – miejscowość i gmina we Francji, w regionie Bretania, w departamencie Côtes-d’Armor.
Według danych na rok 1990 gminę zamieszkiwały 1044 osoby, a gęstość zaludnienia wynosiła 76 osób/km² (wśród 1269 gmin Bretanii Corlay plasuje się na 562. miejscu pod względem liczby ludności, natomiast pod względem powierzchni na miejscu 711.).